# Nicaragua himnusza
A Salve a ti, Nicaragua Nicaragua nemzeti himnusza. A himnusz 1918-ban lett hivatalos, 1939-ben szöveget is írtak hozzá. A szöveget Salomón Ibarra Mayorga (1890–1985) írta, a dallamot Luis Abraham Delgadillo (1887 - 1961, olasz) szerezte.

## Szövege

### Eredeti
Salve a ti, Nicaragua 
¡Salve a ti, Nicaragua! En tu suelo

ya no ruge la voz del cañón,

ni se tiñe con sangre de hermanos

tu glorioso pendón bicolor.

Brille hermosa la paz en tu cielo,

nada empañe tu gloria inmortal,

¡que el trabajo es tu digno laurel

y el honor es tu enseña triunfal!